# Балеста, Фёдор Захарович
Фёдор Захарович Балеста (1916—1944) — старший сержант Рабоче-крестьянской Красной Армии, участник Великой Отечественной войны. Герой Советского Союза (1943), указ о награждении отменён в 1962 году.

## Биография
Фёдор Балеста родился в 1916 году в селе Ачуево (ныне Славянский район, Краснодарский край, Россия). По национальности белорус.
Участвовал в Великой Отечественной войне. К ноябрю 1941 года имел звание старшего сержанта и занимал должность секретаря бюро комсомольской организации полковой батареи 76-миллиметровых орудий 606-го стрелкового полка 317-й Бакинской стрелковой дивизии (командир батареи — лейтенант Оганов).

Старший сержант Балеста особо отличился вместе с четырьмя сослуживцами в бою 18 ноября 1941 года в районе села Большие Салы Ростовской области. Группа танков противника наступала через позиции батареи Оганова. Оганов получил приказ любой ценой удержать позиции, чтобы обеспечить возможность перегруппировки пехоте. Противник провёл три массированные атаки танками, но не сумел прорвать оборону батареи. В бою Балеста заменил выбывшего из строя командира орудия, выбросил орудие на открытую позицию и в упор расстрелял несколько немецких танков. Балеста был признан погибшим в бою.
«Он бросился с кургана и залег у выемки, на которую шел танк. В руках он держал связку гранат. Колотилось бешено сердце, но воля была твердой, непреклонной.
Вот уже слышен вблизи лязг гусениц. Лишь несколько шагов осталось до танка. Балеста ясно видит очертания машины, видит, как гусеницы вдавливают сыроватую землю. В руках крепко сжимает связку гранат. Он их не бросил, нет… Он бы мог свернуть, укрыться. Но он сделал то, что подсказывало ему сердце комсомольца: он ринулся под бронированное брюхо танка. Раздался сильный взрыв…»
Бессмертие / М. Котов, В. Лясковский; Изд. Красноармейской газеты «Во славу Родины». [Ростов н/Д.], 1942. С. 28-31.
Указом Президиума Верховного Совета СССР «О присвоении звания Героя Советского Союза начальствующему и рядовому составу Красной Армии» от 22 февраля 1943 года за «образцовое выполнение боевых заданий командования на фронте борьбы с немецкими захватчиками и проявленными при этом отвагу и геройство» был удостоен звания Героя Советского Союза посмертно.
Позже выяснилось, что Балеста выжил и попал в плен. До 9 марта 1942 года находился в лагере военнопленных в г. Мариуполе. Позднее проживал на оккупированной территории в хуторе Сухой Овраг Андреево-Ивановского района Одесской области.
После освобождения территории от немцев 6 марта 1944 года вновь призван в Красную Армию. Командир отделения 32-го стрелкового полка 19-й стрелковой дивизии. Участвовал в боях за освобождение Югославии. Отличился в бою за город Заечар, уничтожив вражеский танк связкой гранат в критический момент боя. Был представлен к ордену Славы 3-й степени.
22 ноября 1944 года погиб в бою.
Похоронен в братской могиле советских воинов в селе Батина Скеля (община Бели Монастыр, Хорватия). Приказом по 19-й стрелковой дивизии № 076/н от 5 декабря 1944 года посмертно награждён медалью «За Отвагу».
5 ноября 1962 года Указ Президиума Верховного Совета СССР о присвоении Балесте звания Героя Советского Союза был отменён «в связи с необоснованным представлением».